# ساتيا بهابها
ساتيا بهابها (بالإنجليزية: Satya Bhabha)‏ مواليد 13 ديسمبر 1983 في لندن، هو ممثل أمريكي من أصول إنجليزية، بدأ مسيرته الفنية عام 2003.

## الأعمال
- لعبة عادلة
- سكوت بيلجرام يواجه العالم
- ذا غود وايف
- إن سي آي إس

## وصلات خارجية
- ساتيا بهابها على موقع IMDb (الإنجليزية)
- ساتيا بهابها على موقع روتن توميتوز (الإنجليزية)
- ساتيا بهابها على موقع ديسكوغز (الإنجليزية)
- ساتيا بهابها على موقع قاعدة بيانات الفيلم (الإنجليزية)